# Jan Peeters (Politiker)
Jan Peeters [ˈjɑn ˈpeː.tərs] (* 12. Januar 1963 in Herentals, Flandern) ist ein belgischer Politiker.

## Politische Karriere
Peeters ist Mitglied der Socialistische Partij Anders (sp.a). Des Weiteren ist er Mitglied der Belgischen Abgeordnetenkammer und war von 1995 bis 1999 Staatssekretär von Belgien. 1999 war er kurze Zeit Minister nach dem Rücktritts Marcel Collas. Außerdem ist er seit 2001 Bürgermeister seiner Heimatstadt Herentals. Im Mai 2010 jedoch kündigte Jan Peeters an, nicht nochmal auf nationaler Ebene zu kandidieren.